# Mooves
Mooves is een producent van animatiefilms die in 1999 door Remco Polman en Wilfred Ottenheijm opgericht werd. Mooves heeft studio's in Amsterdam en Nijmegen. 
Tussen 1999 en 2004 maakte Mooves voornamelijk flash-animaties voor de internetmarkt. In 2004 sloot Jantiene de Kroon zich aan bij Mooves en ging het bedrijf zich naast het commerciële werk ook richten op het maken van eigen animatiefilms. De eerste film was Mortel (2006) die te zien was op verschillende festivals en in 2007 verkozen werd tot officiële Nederlandse inzending voor de Academy Awards in de categorie "Best Animated Short". Ook won de film de "Mediadesk" award en de "NFTVM Award". 

## Films
- Mortel (2006), regisseur Remco Polman
- Het Elixer (2008), regisseur Wilfred Ottenheijm, met DirkJan
- Dirkjan Heerst (2010), regie Remco Polman en Wilfred Ottenheijm
- Brug (2010), regisseur Gerben Agterberg
- Aurora (2012) , regisseur Aimée de Jongh